# Karl Rainer
Karl Rainer (* 1. Juli 1901 in Wien; † 9. Juni 1987 ebenda) war ein österreichischer Fußballspieler. Er war der rechte Back des legendären Wunderteams und gewann mit seinem Stammverein Vienna neben zwei Meisterschaften auch den Mitropapokal 1931.

## Karriere
Karl Rainer begann seine Fußballerkarriere beim FC Sturm 07. Von Favoriten wurde er  von Josef Blum nach Döbling zum Erstligaklub First Vienna FC 1894 geholt, wo sich die beiden neben Beer-Teufel bald zum besten österreichischen Back-Paar herauskristallisierten. Karl Rainer bestach durch sein Stellungsspiel und war zwischen 1921 und 1938 Stammspieler der Blau-Gelben; nach dem Abtritt Blums 1933 gemeinsam an der Seite von Willibald Schmaus. Er lief in insgesamt 882 Matches für die Vienna auf, ehe er in Otto Kaller einen Nachfolger fand. 
Mit seinem Klub konnte Karl Rainer zu seiner Hochzeit 1931 und 1933 österreichischer Meister werden, 1929 und 1930 den ÖFB-Cup davontragen und als Krönung den Mitropapokal 1931 für sich entscheiden. Mit der österreichischen Nationalmannschaft wurde er in dieser Zeit als Wunderteam bekannt und konnte 1932 den Europapokalsieg perfekt machen. Abwechselnd mit dem ebenfalls aus Favoriten stammenden Rapidler Roman Schramseis wurde er seinerzeit von Hugo Meisl als rechter Back eingesetzt. 
Karl Rainer kam unter anderem in den Genuss, dem 5:0 gegen Deutschland zur Eröffnung des Praterstadions, dem 8:1-Auswärtssieg gegen die Schweiz sowie dem „Jahrhundertspiel“ gegen England in Wembley und dem anschließenden 6:1 auf der Heimreise gegen Belgien beizuwohnen.
In den frühen 1940er Jahren war Rainer Trainer des SC Wacker Wien, sprang aber 1942 wegen Spielermangels nochmals kurzfristig in der Mannschaft der Vienna ein. Nach Kriegsende arbeitete er als Trainer beim Wiener AC, der Vienna sowie beim SC Justiz. Seine Grabstätte befindet sich auf dem Grinzinger Friedhof in Wien (Gruppe 21, Reihe 9, Nummer 2). 

## Nationalsozialismus
Am 16. August 1940 beantragte Rainer die Aufnahme in die NSDAP und wurde zum 1. Oktober desselben Jahres aufgenommen (Mitgliedsnummer 8.458.973). Nach Angaben von Eva Menasse „arisierte“ er im Oktober 1938 die Wohnung ihrer Großeltern Richard und Adolphine Menasse auf der Döblinger Hauptstraße 13, in der auch Hans Menasse, 1947 bis 1957 Spieler des First Vienna FC 1894, wohnhaft war. Hans Menasse musste wenig später, im Dezember 1938, mit einem Kindertransport vor dem NS-Regime nach England fliehen. Einem Akt des Wiener Stadt- und Landesarchivs (Vermögensentziehungs-Anmeldungsverordnung) zufolge übernahm Rainer überdies am 4. Oktober 1938 das Lederwarengeschäft des jüdischen Besitzers Jakob Weigel auf der Döblinger Hauptstraße 21. Weigel wurde 1944 im KZ Auschwitz-Birkenau ermordet. Rainer führte das Geschäft nach dem Ende des Zweiten Weltkrieges weiter.

## Erfolge
- 1 × Mitropacupsieger: 1931
- 2 × Österreichischer Meister: 1930/31, 1932/33
- 3 × Österreichischer Cupsieger: 1928/29, 1929/30, 1936/37
- 1 × Sieger im Europapokal der Nationalmannschaften: 1931–1932
- 39 Länderspiele für die österreichische Fußballnationalmannschaft von 1924 bis 1935